# Gerdau
Gerdau is een gemeente in de Duitse deelstaat Nedersaksen. De gemeente maakt deel uit van de Samtgemeinde Suderburg in de Landkreis Uelzen. Gerdau telt 1.387 inwoners.

## Dorpen in de gemeente
- Bargfeld
- Barnsen
- Bohlsen
- Gerdau (dorp)
- Groß Süstedt
- Holthusen II

## Ligging, verkeer
Het dorp Gerdau ligt aan het gelijknamige riviertje (een zijriviertje van de Ilmenau). Door het dorp loopt de Bundesstraße 71 naar het 3 km oostelijker buurdorp Bohlsen en verder oostwaarts naar de dichtstbijzijnde stad, Uelzen.

## Geschiedenis
Gerdau ontstond rondom  de aan de aartsengel Michaël gewijde kerk. Deze kerk werd door Hermann Billung, een belangrijke markgraaf in het Hertogdom Saksen, gesticht, kort nadat Karel de Grote de Saksen tot bekering had gebracht. De kerk wordt in het jaar 1004 voor  het eerst in een document vermeld. Hoe oud de huidige kerk precies is, is niet meer te reconstrueren. Wel is bekend, dat het huidige kerkgebouw in de 19e eeuw (1888-1891) ingrijpend verbouwd en uitgebreid werd. 

## Economie
Bohlsen is tot buiten de regio bekend, omdat een grote, oude watermolen op het riviertje Gerdau tot op heden als graanmolen gebruikt wordt voor de productie van brood. Er is een grote, biologisch-dynamische bakkerij naast gevestigd. Bovendien wordt er door onder andere het kaf te verbranden, voor enkele tientallen huishoudens in het dorp biogas geproduceerd ter opwekking van elektriciteit. 
De gemeente ligt op de Lüneburger Heide. Vanwege het natuurschoon van dit gebied is toerisme de belangrijkste pijler van de economie. 

## Afbeeldingen

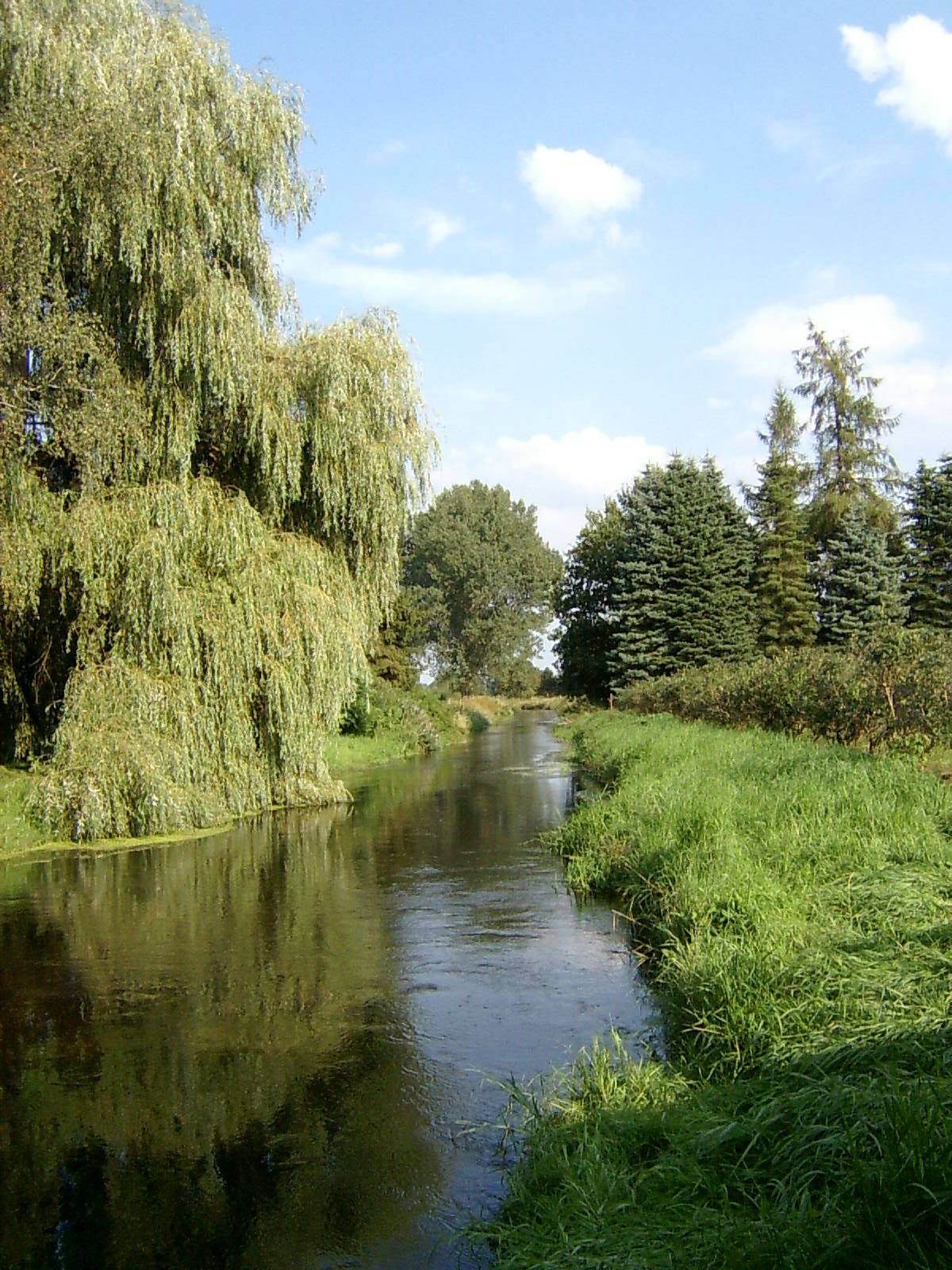
Het riviertje Gerdau ter hoogte van Groß Süstedt
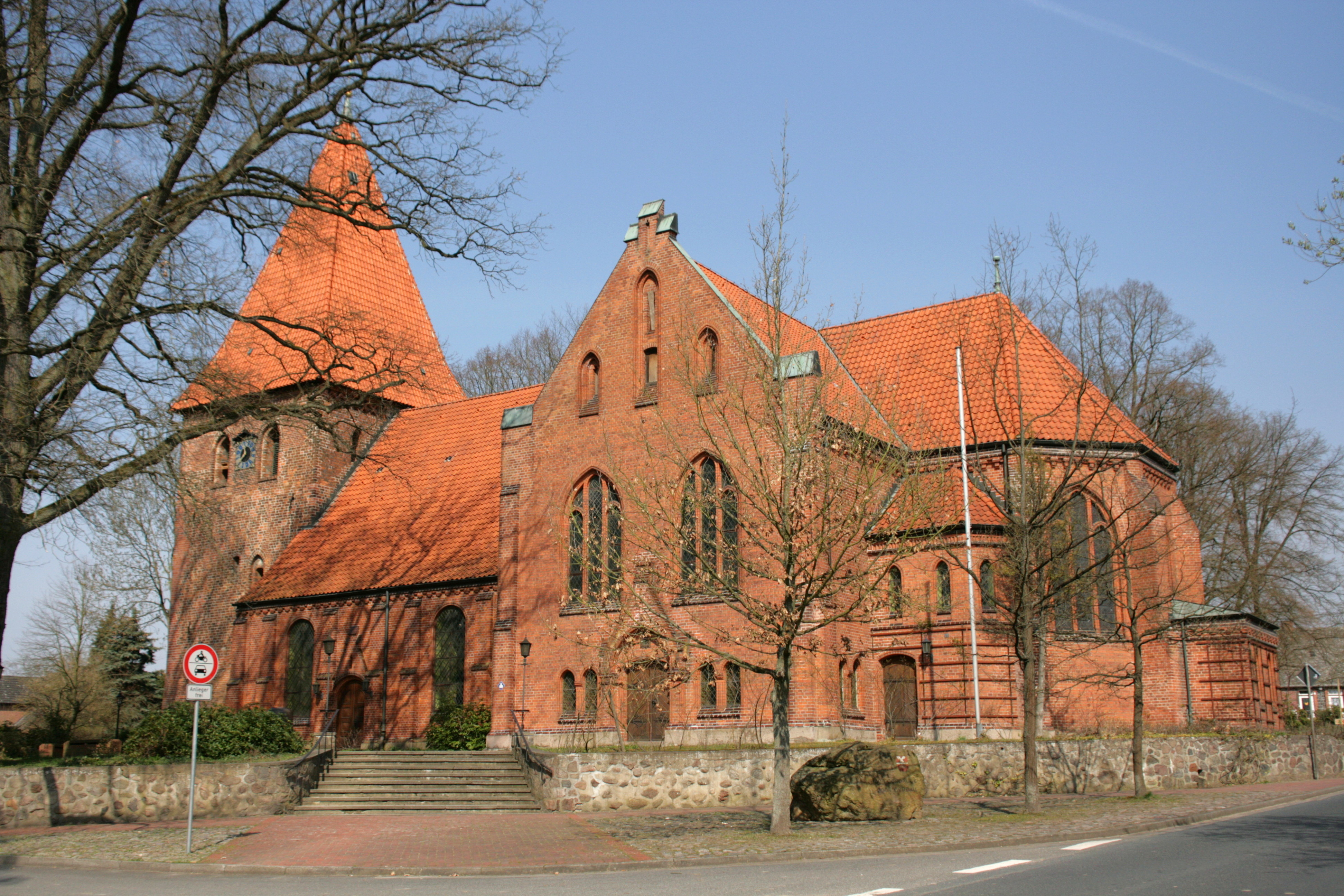
Evang.-lutherse St. Michaelis-kerk, Gerdau
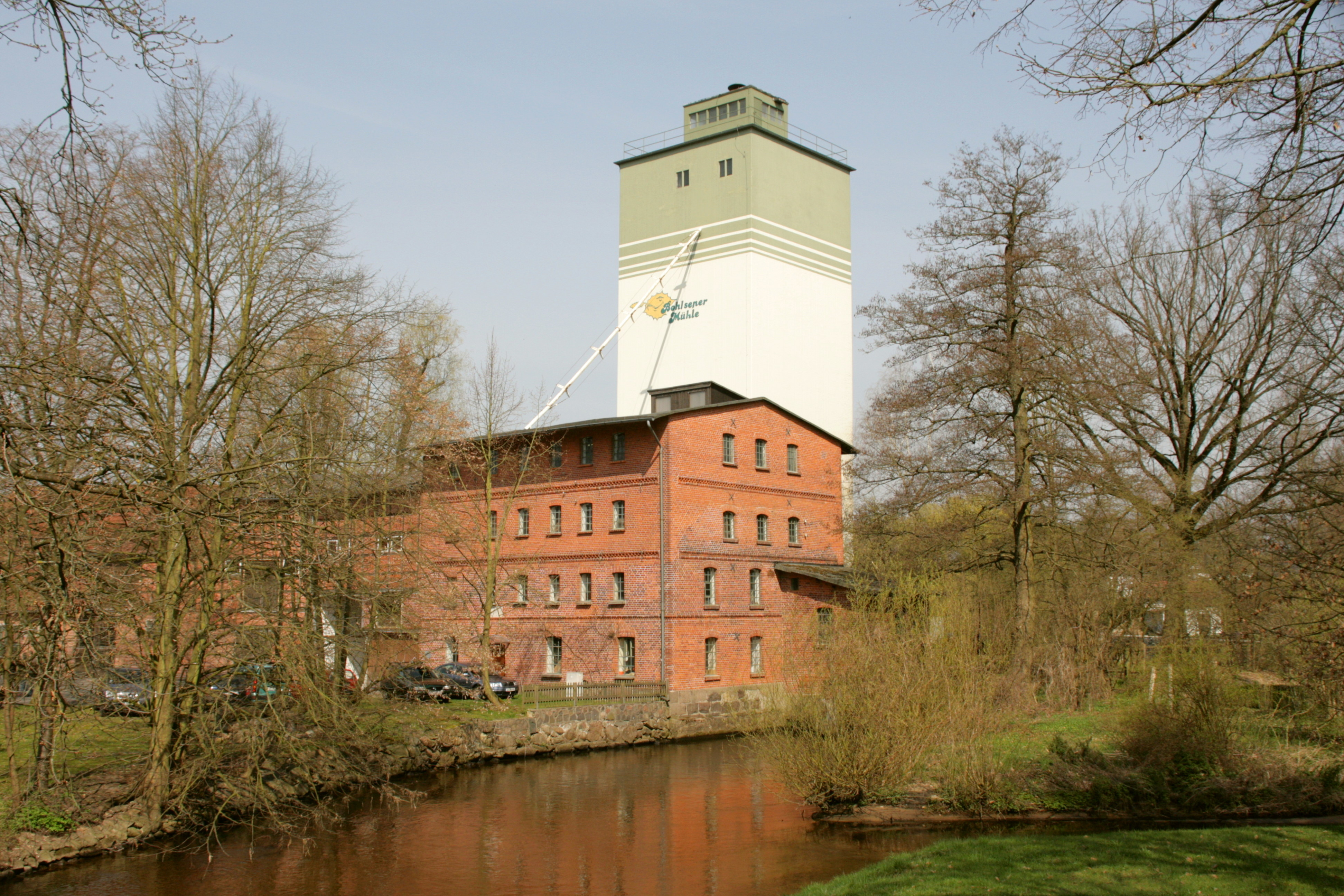
De watermolen bij Bohlsen, in gebruik als graanmolen.

- Gemeinsame Normdatei: 4548809-5
- Virtual International Authority File: 247829278
- WorldCat: E39PCjryCDpqvBGqD6DjRcCD9C

Altenmedingen · 
Bad Bevensen · 
Bad Bodenteich · 
Barum · 
Bienenbüttel · 
Ebstorf · 
Eimke · 
Emmendorf · 
Gerdau · 
Hanstedt · 
Himbergen · 
Jelmstorf · 
Lüder · 
Natendorf · 
Oetzen · 
Rätzlingen · 
Römstedt · 
Rosche · 
Schwienau · 
Soltendieck · 
Stoetze · 
Suderburg · 
Suhlendorf · 
Uelzen · 
Weste · 
Wrestedt · 
Wriedel